# Josée Verner
Pour les articles homonymes, voir Verner.
Josée Verner, née le 30 décembre 1959 à Gatineau, est une femme politique canadienne originaire de la province de Québec. Elle est députée conservatrice de la circonscription de Louis-Saint-Laurent à la Chambre des communes du Canada de 2006 à 2011.
Josée Verner est ministre de la Coopération internationale, de la Francophonie et des Langues officielles et ministre du Patrimoine durant la primature du Premier ministre conservateur Stephen Harper. De 2008 à 2011, elle occupe le poste de ministre des Affaires intergouvernementales canadiennes de même que ceux de présidente du Conseil privé de la Reine pour le Canada et de ministre de la Francophonie. Après sa défaite aux élections de 2011, elle est nommée sénatrice lors de la présentation du cabinet, le 18 mai 2011.

## Biographie

### Carrière politique

#### Dans l'antichambre du gouvernement québécois
Josée Verner fait carrière dans le domaine des communications et dans le secteur public pendant près de vingt ans. Elle travaille au cabinet de Robert Bourassa, alors premier ministre du Québec, et à celui du vice-président de l'Assemblée nationale du Québec et elle travaille en étroite collaboration avec le ministère de la Santé et des Services sociaux du Québec.

#### Nomination au cabinet fantôme conservateur fédéral
Elle se présente une première fois dans la circonscription de Louis-Saint-Laurent pour le Parti conservateur du Canada lors de l'élection fédérale de 2004 : avec 31 % du vote, elle arrive deuxième dans une course à trois qui est remportée par le bloquiste Bernard Cleary. C'est la meilleure performance des conservateurs, qui ne remportèrent aucun siège au Québec lors de ce scrutin.
Dans le but d'améliorer la visibilité du parti au Québec, et espérant faire de Josée Verner une candidate gagnante dans une élection future, le chef conservateur Stephen Harper la désigne membre du cabinet fantôme de l'opposition, bien qu'elle ne siège pas à ce moment au parlement. Elle est porte-parole du Parti conservateur pour l’Agence de développement économique du Canada pour les régions du Québec et de la Francophonie. Ces deux ministères sont alors occupés par le député libéral québécois Jacques Saada. Elle est aussi nommée présidente du caucus conservateur québécois, qui, à ce moment, comprend elle-même et les sénateurs conservateurs québécois.

#### Élection à la Chambre des communes
Elle se présente de nouveau dans la circonscription de Louis-Saint-Laurent lors de l'élection fédérale de 2006, et réussit à se faire élire, défaisant le député bloquiste avec plus de 57 % des suffrages. Elle est l'une des dix députés conservateurs élus au Québec lors de ce scrutin, ce qui est une percée majeure pour ce parti qui est absent de cette province depuis des années. 
Le 6 février 2006, elle fait son entrée au sein du cabinet de Stephen Harper, alors qu'elle est nommée ministre de la coopération internationale, ministre de la francophonie et des langues officielles.
À partir d'août 2007, elle occupe le poste de ministre du Patrimoine canadien, de la Condition féminine, et des Langues officielles. Le 26 mai 2008, à la suite de la démission du ministre Maxime Bernier, Josée Verner se voit confier les responsabilités liées à la Francophonie. 
Josée Verner est réélue pour un second mandat à titre de députée de Louis-Saint-Laurent le 14 octobre 2008 avec une majorité de plus de 10 000 voix. Elle conserve un rôle important au cabinet en cumulant les fonctions de ministre des Affaires intergouvernementales canadiennes de même que celles de présidente du Conseil privé de la Reine pour le Canada et de ministre de la Francophonie.

#### Enquête
Elle fait partie des 17 députés conservateurs pointés par Élections Canada pour leur implication dans la fraude pancanadienne de ce parti concernant leurs dépenses électorales des élections de 2006 (13 000 $). En 2007, la cause est devant la Cour suprême.

#### Défaite
Elle est défaite lors de l'élection de 2011 par la néo-démocrate Alexandrine Latendresse.

#### Nomination comme sénatrice
Lors de la formation du nouveau Cabinet, le 18 mai de la même année, elle est nommée au Sénat par le premier ministre Stephen Harper et pourra y rester jusqu'au 30 décembre 2034.
Josée Verner organise notamment des campagnes de financement pour la Fondation canadienne Rêves d'enfants. Elle est mariée et mère de trois enfants.